# ستيفن مور (صحفي)
ستيفن مور (بالإنجليزية: Steven Moore)‏ هو ناقد أدبي وصحفي أمريكي، ولد في 15 مايو 1951.